# Krakatau
Krakatau o Krakatoa és una illa volcànica formada per lava prop de l'illa indonèsia de Rakata, a l'estret de la Sonda, entre les illes de Java i de Sumatra. El nom de Krakatau s'usa per anomenar tant el grup d'illes, com l'illa principal, com el mateix volcà principal (també conegut com a Perbuatan). Els tres volcans principals de l'illa s'anomenen Perbuatan, Danan i Rakata.

## Toponímia i etimologia
Les primeres mencions de Krakatau a occident són del segle xvi i es troben en un mapa de Lucas Janszoon Waghenaer que anomenava l'illa Pulo Carcata. Pulo és una variant de pulau, paraula indonèsia que significa «illa», tot i que hi ha descripcions anteriors d'una illa de forma punxaguda a l'estret de la Sonda. El 1708, un altre mapa fa menció a Karata.
Actualment s'accepten dues denominacions: Krakatoa i Krakatau. La primera és comuna en català i en llengües europees com el castellà, l'anglès o el francès. El nom Krakatau, també escrit Krakatao en portuguès antic, és el més utilitzat en el alemany i altres llengües germàniques i pels geòlegs; també és el d'ús més freqüent a Indonèsia.
L'origen del nom indonesi Krakatau és incert. Això no obstant, existeixen diverses teories, les més comunes són les següents:
- Origen onomatopeic, a l'imitar el sorall que fan les cacatues que habitaven l'illa. Això no obstant, Van den Berg assenyala que aquests animals només viuen en la part oriental de l'arxipèlag.[3]
- Del sànscrit karka o karkata o karkataka, que significa "llagosta " o "cranc". (Rakata també vol dir "cranc" en antic javanès.) Aquest es considera l'origen més probable.[4][5][6]
- La paraula malaia kelakatu, formiga d'ala blanca. Furneaux assenyala que en els mapes anteriors a 1883, el Krakatau s'assembla a una formiga vista des de dalt, amb Lang i Verlaten als costats com ales.
- Una altra teoria afirma que Krakatoa significa «mont silenciós».[7]
- Van den Berg (1884) explica la història que Krakatau fou el resultat d'un error lingüístic. Segons la llegenda, el capità d'un vaixell visitant demanà a un habitant quin era el nom de l'illa, i aquest respongué "Kaga tau" (Aku nggak tau), una frase que voldria dir no ho sé en betawi familiar. Aquesta darrera teoria és àmpliament reconeguda com a llegenda i molt poc versemblant.[4]

## Geografia

### Situació

Situació de l'arxipèlag de Krakatau a l'estret de la Sonda a Indonèsia.

Les illes formades pel Krakatau estan situades al mig de l'estret de la Sonda, a mitjana distància ente les costes de Sumatra al nord-oest i l'illa de Java al sud-est a Indonèsia. El litoral més properm prop de la ciutat de Serang, es troba a 42 quilòmetres a l'est i la capital Jakarta a 160 quilòmetres a la mateix direcció. Administrativament, l'arxipèlag depèn de la província de Lampung a Sumatra.

### Topografia

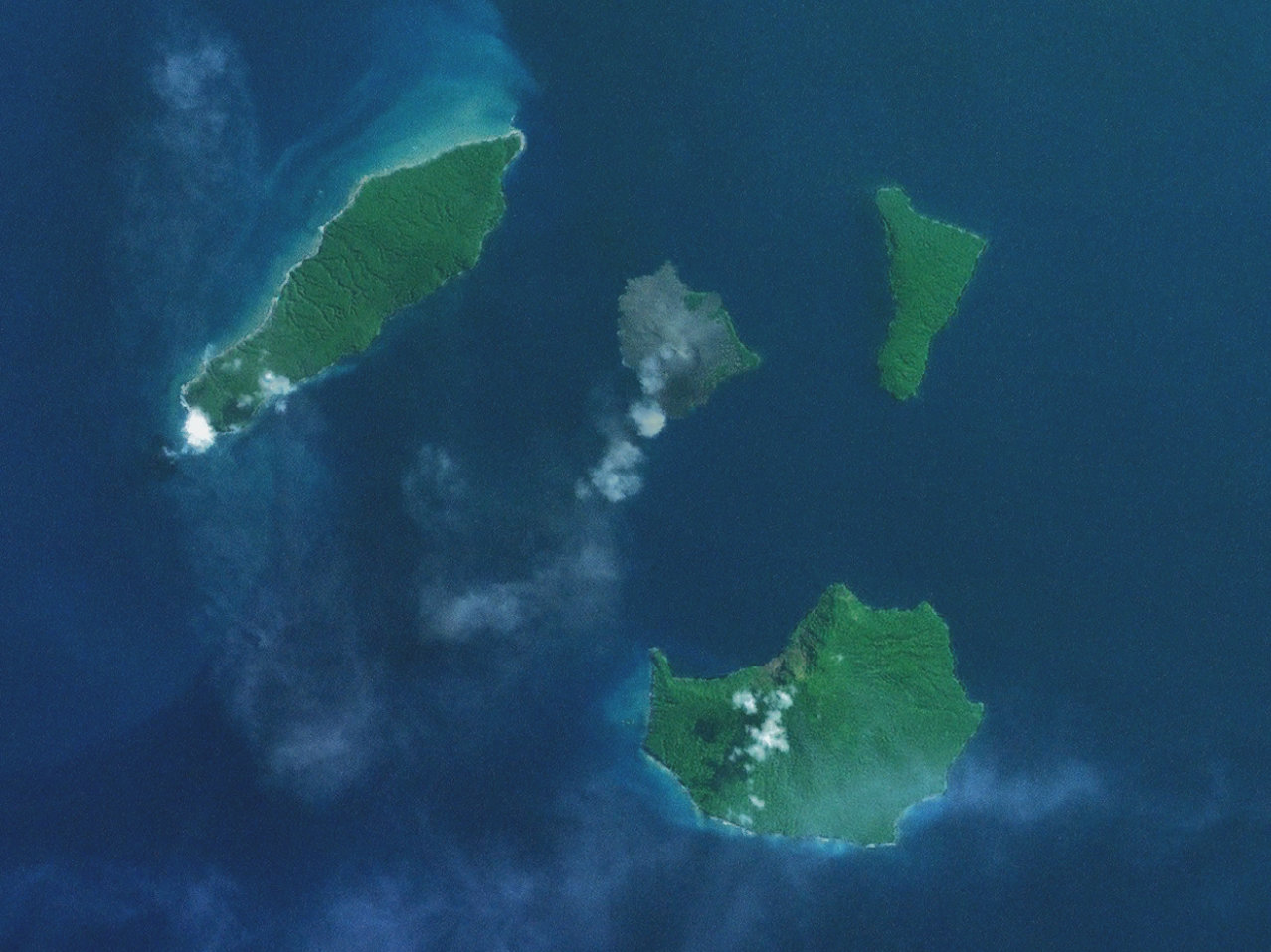
Vista de satèl·lit de l'arxipèlag de Krakatau al 2001.

Abans de 1883, l'arxipèlag consistia en tres illes principals: Lang (« llarga » en neerlandès) al nord-est i Verlaten (« abandonada » o « deserta ») al nord-oest – que són testimoni de l'existència d'una antiga i gran caldera volcànica de la que formarien part del seu contorn – i Krakatau, la més gran, al sud, d'una longitud de nou quilòmetres i una amplada de cinc. Existeix un illot cobert d'arbres anomenat Poolsche Hoed (« barret polonès », per la seva forma) a uns centenars de metres de Lang, i roquers i bancs de sorra entre les illes. Sobre Krakatau se situen tres cons volcànics: Rakata (de 813 metre d'altitud) al sud, Danan (445 metres, probablement un volcà doble) al centre i Perbuatan (122 metres) al nord.
Després de l'erupció de 1883, la topografia de l'arxipèlag canvià parcialment. Lang fou l'illa que patí menys canvis, guanyà superfície gràcies als dipòsits de cendra i tefra expolsats en l'erupció, però que l'efecte de l'erosió del mar reduí ràpidament. El nom de l'illa canvia després i s'anomena Krakatau-Ketjil o Panjang. Verlaten patí desgast al sud-est, sobre el vessant orientat a l'explosió, triplicà la seva superfície i a l'extrem nord-est es formà un cordó litoral amb un petit llac d'aigua salobre, destruït progressivament per les onades. Verlaten fou reanomenada Sertung. Poolsche Hoed desaparegué completament. L'illa de Krakatau fou destruïda en gran part per l'explosió. Només en queda la part meridional, amb el con Rakata que perdé deu metres i un volum important al nord, però que restà com a pic culminant de l'arxipèlag amb 813 metres d'altitud. De Danan, només quedà un minúscul illot anomenat Bootsmansrots. El lloc exacte on es trobava Perbuatan ara es troba submergit a 550 metres de profunditat. El 1927, després d'una nova erupció, emergí l'Anak Krakatau (« fill de Krakatau ») al centre de les tres illes principals, i creixé ràpidament degut a la quantitat i rapidesa de l'emissió de cendres, s'estabilitzà el 1930. La seva altitud sobrepassà els 300 metres el 1999 i continua creixent amb les erupcions actuals.

### Clima
El clima de l'arxipèlag és clima tropical, amb forta humitat relativa però amb una estació relativament seca de maig a l'octubre, amb un mínim de precipitacions a l'agost, i un pic al gener amb més de 300 mm. Les temperatures se situen generalment entre el 25 i els 32 °C.
| Mes                          | Gen | Feb | Març | Abr | Mai | Juny | Jul | Ago | Sept | Oct | Nov | Dec | Anyal |
| ---------------------------- | --- | --- | ---- | --- | --- | ---- | --- | --- | ---- | --- | --- | --- | ----- |
| Temperatures mitjanes (°C)   | 27  | 27  | 27   | 28  | 28  | 28   | 27  | 27  | 28   | 28  | 28  | 27  | 27,5  |
| Precipitations mitjanes (mm) | 350 | 200 | 200  | 80  | 100 | 50   | 40  | 30  | 40   | 100 | 125 | 200 | 1.515 |

### Flora i Fauna
L'arxipèlag estava cobert d'una exuberant vegetació típica de les regions tropicals humides però l'erupció de 1882 destruí probablement tota forma de vida. Tot i això, la vida es refeu ràpidament amb les llavors probablement transportades pels corrents marins o les deixades a la femta dels ocells, així, ja el 1886 s'inventarien 30 espècies de plantes i el 1920, 300 espècies i 600 espècies animals. No obstant el 1953, una nova activitat volcànica destruí el 90% de la vegetació de Sertung i Panjang.

Mapa de la repartició vegetal de Krakatoa al 1992.

Avui, hi ha un autèntic bosc tropical sobre les tres illes principals, amb més de 400 espècies de plantes, 54 espècies de papallones, 30 d'ocells, 17 de ratpenats, 9 de rèptils i nombrosos insectes. Els pics de Sertung estan coberts de Timonius mentre que Terminalia creix sobre els pendents més baixos, la Casuarina es troba únicament al vessant nord i el Dysoxylum al sud-est. Panjang es troba quasi completament coberta de Dysoxylum, tot i que també trobem Casuarina al sud-oest i Ficus nervosa pubinervis a l'est. Els pics i el vessant sud-est del mig con de Rakata estan coberts de Neonauclea i de Ficus sobre els que es desenvolupa molsa per sobre dels 550 metres d'altitud, així com arbustos d'una espècie de Schefflera, mentre que Casuarina creix en les restes de l'antic cràter i la subespècies Ficus nervosa subsp. pubinervis és present al litoral. A l'Anak Krakatau, el medi està a mercè de les erupcions i de les colades de lava, com les que es produïren entre el 1972 i 1975, 1979 i 1980, i a mitjans dels anys 1990, que afectaren greument la Casuarina. A més, la presència recurrent de gas tòxic, la calor del terra al voltant del cràter, la manca d'aigua en les pendents superiors fortament inclinades i molt dragades, impideixen pràcticament la colonització vegetal fora de la franja litoral, on trobem alguns ametlles de l'Índia, cocoters i ipomea pes-caprae.
La colonització relativement ràpida de les plantes té dos factors: el clima tropical i la riquesa del sòl. Les espècies s'instal·len més fàcilment sobre les cendres que sobre les colades de lava, aquest contrast és clarament visible a l'Anak Krakatau. Aquests dos factors fan que la colonització sigui més ràpida que a Surtsey a al mont Saint Helens per una banda i que a Hawaii d'una altra, i que a més no respecti necessàriament l'ordre establert, herbes, falgueres i arbustos, després arbres, sinó que és molt més erràtic. De manera que els insectes troben una font d'alimentació, seguits dels ocells i els ratpenats que participen en la dispersió dels fruits i acceleren el procés.

### Geologia
El Krakatau es troba a 140 quilòmetres al nord-est de la zona de subducció de la placa australiana sota la placa eurasiàtica i més precisament sobre la placa de la Sonda, en el lloc on el límit entre les dues plaques efectua un canvi brusc de direcció, probablement a causa d'un aprimament de l'escorça terrestre poc habitual en la regió i la unió entre les dues falles. El volcà, situat al cinturó de foc del Pacífic, se situa aproximadament a 120 quilòmetres per sobre del pla de Benioff.

Evolució de la topografia de la zona del Krakatau: Conseqüències de les fases eruptives.

L'estudi estratigràfic del Krakatau revela cinc fases eruptives. La primera fase correspon a la formació del Krakatau prehistòric, constituït per un con únic i caracteritzat per dues colades de lava i dipòsits de pumicita observables actualment a Sertung i Panjang, així com en el con de Rakata en al colada més recent. La segona fase és un episodi destructiu lligat a l'erupció de 535, que veié la formació d'un núvol ardent i caiguda de tefra, amb ignimbrites en les capes baixes dels dipòsits corresponents als materials pesants i a les cendres més lleugeres per sobre. La tercera fase s'encetà amb la formació sobre l'illa de Krakatau els cons de Rakata, Danan et Perbuatan, només al primer s'hi troben les restes: una successió de laves andesítiques i basàltiques i dipòsits de tefra amb escòries, lapilli i cendres. La quarta fase és un segon episodi destructiu, lligat a l'erupció de 1883, que només deixà de l'illa de Krakatau el con destruït de Rakata i els dipòsits principalment constituïts de pumicita contenint obsidiana i cendres amb una distribució desigual sobre Sertung i Panjang i el vessant extern de Rakata. La cinquena i darrera fase correspon a la formació de l'Anak Krakatau.
L'erupció de 1883 que arrasà en part el con de Rakata, a posat al descobert una part del dic que omplí l'antic xemeneia volcànica. De la mateixa manera, Bootsmansrots és una petita plataforma rocallosa composta de plaques paral·leles inclinades 45° amb respecte a la superfície del mar, romanents d'un dic antic que havia estat inclòs en els flancs de Dunan. Els vessants externs de les illes de Sertung i de Panjang, i en una proporció menor de Krakatau (o Rakata), guaden empremtes del relleu de la caldera que formà el volcà abans de 535, amb nombrosos barrancs i crestes, parcialment enterrades sota els dipòsits de l'explosió de 1883. L'Anak Krakatau està constituït per dos cons superposats, el més recent ha pràcticament recobert l'antic con que culmina pel cantó nord-est a 156 metres d'altitud. Les seves laves tenen la particularietat d'estendre's en totes les direccions, i algunes han aconseguit engrandir la superfície de l'illa.
Els minerals primaris que componen tant la lava com les bombes volcàniques del jove Anak Krakatau estan constituïdes d'augita, d'hiperstena, de feldespat i a vegades de petits grans d'olivina. La major part dels cristalls es troben majoritàriament sota la forma de fenocristalls però també sota la forma de microlits i de microgrànuls.

## Història
Els volcans de l'illa han entrat en erupció repetidament, massivament i amb conseqüències desastroses durant la Història registrada. El més conegut d'aquests esdeveniments tingué lloc a finals d'agost de 1883.

### L'erupció del 416 o el 535
La data majoritàriament acceptada de la primera erupció documentada històricament és el 416, tot i que també s'ha proposat el 535 com a data de l'erupció. El primer document és una crònica javanesa escrita al segle xvi anomenada Pararaton o « Llibre dels Reis » que relata els següents fets referits l'any 338 de l'era Saka, és a dir, el 416 del calendari gregorià :
| «           | Un so eixordidor se sentí a la muntanya Batuwara ... un soroll semblant a la Kapi ... la terra sencera fou fortament sacsejada i violents llampecs, acompanyats de fortes pluges i tempestes caigueren, però tota aquesta incessant pluja no apagà el foc de la muntanya, ans al contrari l'augmentà; el soroll era espantós, i finalment la muntanya Kap amb un rugit formidable explotà en trossos i s'enfonsà en les profunditats de la terra. L'aigua del mar pujà i inundà la costa, la regió a l'est de la muntanya Batuwara, fins a la muntanya Raja Basa; els habitants de la part nord del país de la Sonda fins a Raja Basa foren ofegats i arrossegats amb tots els seus béns. L'aigua s'apaivagà però la regió on era el Kapi fou reemplaçada pel mar, i Java i Sumatra foren separades en dues parts. | » |
| — Pararaton | |   |

Actualment s'estima que aquesta erupció fou de prop de 400 megatones de TNT (és a dir, 20.000 vegades la potència de la bomba d'Hiroshima). Destruí el con volcànic obrint una caldera de 7 quilòmetres de llarg i deixant les tres illes de Krakatau, Verlaten i Lang (Rakata, Panjang i Sertung). Aquesta erupció comportà sense cap dubte tsunamis que foren més forts que els de 1883. No obstant, s'ignora la destrucció que pogueren causar. Tot i que aquest escenari i aquestes dates són les més acceptades actualment, l'arqueòleg David Keys i el geòleg Ken Wohletz han proposat una data més tardana i un escenari diferent, implicant una erupció molt més poderosa i de conseqüències històriques determinants. Per a Keys i Wohletz, podria ser que la narració del Pararaton, els primers manuscrits del qual dates de la fi del segle xv, continguessin un error en la data i es referissin a una erupció que podria haver succeït el febrer del 535 de l'era cristiana. Segons Wohletz un volcà, el proto-krakatau, ocupava llavors l'actual estret de la Sonda. Seria en el decurs d'una immensa erupció, corresponen a l'ejecció de 200 km³ de magma que deixat una caldera de 50 km de diàmetre, que seria l'actual estret que separa les dues illes de Java i Sumatra. La pertorbació atmosfèrica resultant explicaria les anomalies climàtiques registrades en molts indrets del planeta cap al 535. Segons Keys, les conseqüències de l'erupció haurien enfosquit la totalitat de la Terra durant almenys dos anys a partir d'aquesta data. Aquesta erupció hauria llençat tal quantitat de pols, aigua, sofre i gas a l'estratosfera que s'hauria produït un hivern volcànic sobre el planeta durant molts anys. El fet és que les fonts antigues, així com les mesures dendrocronològiques testifiquen pertorbacions meteorològiques i climàtiques, que podrien correspondre als efectes d'una potent erupció volcànica, sense necessàriament posseir un caràcter excepcional. Aquest núvol volcànic hauria bloquejat els raigs solars, destruint les collites i produint una època de fam, que haurien comportat exodes massius i invasions militars a Euràsia, particularment les dels Àvars des de Mongòlia fins a Constantinoble, així com epidèmies, canvis polítics, religiosos i socials.
Tot i que la pertorbació del 535 és certa i que la seva atribució al volcanisme posseeix forts arguments, l'atribució al Krakatau no és ni de bon tros unànime. S'hi han fet nombroses objeccions a les hipòtesis de Keys i Wohletz: L'escenari no correspon a les descripción més corrents de la creació de l'estret de la Sonda ni a les observacions geològiques practicades en el complex volcànic del Krakatau, que l'atribueixen a un graben. D'altra banda, com ha reconegut el mateix Ken Wohletz, cap element de les anàlisis geològiques permenten datar les erupcions del Krakatau entre el -6600 i el 1215: la data del 535 només s'ha donat en referència a les pertorbacions climàtiques verificables ocorregudes sobre el planeta. D'aquesta manera, el dendrocronòleg Mike Baillie de la universitat de Belfast afirma que la teoria de Keys no se substenta en cap prova. Les erupcions volcàniques de tal potència deixen un senyal àcid en les formacions glacials polars i segons M. Baillie les formacions recollides a Groenlàndia, i posteriorment datades fins aquestes dates no revelen cap senyal entre el 536 i el 545, el senyal més proper es troba l'any 520. Per Baillie les pertorbacions climàtiques dels anys 530 no s'explicarien per una explosió volcànica sinó per una col·lisió d'un cometa, hipòtesi també controvertida. De totes maneres se n'ha trobat un senyal àcid típic d'aquest tipus d'erupcions a les mostres d'una formació glacial antàrtica cap a l'any 542 més o menys disset anys. El senyal, ha estat atribuït al volcà Rabaul, tot i mencionar la hipòtesi del Krakatau. Una altra publicació més recent fa referència a un senyal volcànic sobre el 535. El Krakatau però no és pas l'únic candidat a una potent erupció en aquesta època sinó que el Rabaul és també candidat a responsable dels esdeveniments climàtics del 535 i dels anys posteriors.

### L'erupció del 1680 i 1681
En aquests dos anys, almenys tres navegants holandesos reporten haver vist les erupcions del Danan i el Perbuatan al maig del 1680 i el febrer de 1681.
El miner holandès Johann Wilhelm Vogel escriu en el seu diari quan viatjava a Batavia (actual Jakarta) en passar per l'estret de la Sonda: 
| « | ...Vaig veure amb sorpresa que l'illa de Krakatau, que en el meu primer viatge a Sumatra [Juny 1679] era completament verda i plena d'arbres, era completament cremada i estèril davant dels nostres ulls i que per quatre llocs vomitava grans quantitats de foc. I quan vaig preguntar al capità del vaixell quan entrà l'illa en erupció, ell em digué que al maig de 1680 ... i em mostrà un pedra tosca de la mida d'un puny. | » |

No obstant aquests escrits, l'erupció el 1680-81 és confusa, ja que aquests són els únics escrits reportats tot i que l'estret de la Sonda era un dels més transitats del món. Les descripcions d'aquells temps són molt precises de la zona degut als grans esforços esmerçats en combatre la pirateria a la zona i cap altre viatger menciona una erupció i ni tan sols Vogel dona cap detell real del Krakatau, a més al novembre del 1681 sortí a la venda la collita de pebre de l'illa. Per això 
Van den Berg i Verbeek conclouen que Vogel podria haver exagerat l'erupció que veié. No obstant Verbeek trobà un flux de lava en la costa nord de Perbuatan que tindria uns 200 anys cap al 1880, quan realitzà un estudi oficial sobre l'illa que ha resultat molt útil a l'hora de comprendre l'impacte geològic i biològic de la gran erupció del 1883.

### L'erupció de 1883

#### La pre-erupció
En els anys anteriors a l'erupció de 1883, l'activitat sísmica al voltant del volcà era intensa, amb alguns terratrèmols en llocs distants com Austràlia. El 20 de maig de 1883, tres mesos abans de l'explosió final, van començar a aparèixer regularment fuites de gasos en Perbuatan, al nord de l'illa. Les erupcions de cendra van aconseguir una altitud de 6.000 metres i les explosions van poder ser escoltades en Batàvia (Jakarta), a més de 150 quilòmetres de distància. La filtració d'aigua a la cambra de magma va produir grans quantitats de vapor i fum, però l'activitat es va extingir cap a fins de maig. Això va portar com a conseqüència el relaxament de la població veïna que no van prendre mesures de seguretat més grans, però, la comunitat científica va enviar científics a estudiar l'illa i van trobar inquietants signes d'una activitat volcànica que no amainava.

#### Les primeres erupcions
El volcà començà a esclatar una altra vegada al voltant del 19 de juny. La causa de l'erupció, segons es creu, fou una nova fissura o fissures que es formaren entre Perbuatan i Danan, més o menys on està l'actual con corrent volcànic de l'Anak Krakatau. La violenta erupció causà marees excepcionalment altes a la zona, i els vaixells ancorats hagueren de ser amarrats amb cadenes. Després de l'11 d'agost començaren erupcions més grans, amb plomalls emesos d'almenys onze fissures. El 24 d'agost, les erupcions llunyanes s'intensificaren. Aproximadament a les 13:00 (hora local) del 26 d'agost, el volcà entrà en la seva fase de màxima activitat, i al voltant de les 14:00, els observadors pogueren veure un núvol negre de cendra d'una alçada de 27 quilòmetres. En aquest punt, l'erupció era pràcticament contínua i les explosions podien sentir amb intervals d'uns deu minuts. Des dels vaixells que es trobaven a 20 quilòmetres (11 milles nàutiques) de distància del volcà s'informà de la caiguda de cendra pesada, amb trossos de pedra tosca calenta de fins a deu centímetres de diàmetre, que queien sobre les seves cobertes. Un petit tsunami colpejà les ribes de Java i aproximadament 40 quilòmetres Sumatra entre les 6 pm i 7 pm.

#### Etapa cataclísmica
El 27 d'agost el volcà entrà a la catastròfica etapa final de l'erupció. Quatre enormes explosions s'esdevingueren a les 5:30, 6:42, 8:20, i 10:02. La pitjor i més sorollosa fou la darrera explosió. Cadascuna fou acompanyada de tsunamis molt grans. Una àrea gran de l'estret de la Sonda i diversos llocs sobre la costa de Sumatra foren afectats per fluxos piroclàstics del volcà que feren bullir l'aigua propera a l'illa. Les explosions foren tan violentes que se sentiren a 3.500 quilòmetres, fins a Austràlia i l'illa de Rodrigues prop de Maurici, a 4.800 quilòmetres de distància. Hom suposa que el soroll de la destrucció de Krakatoa és el més potent que mai en la història s'hagi produït, ja que va arribar als nivells de 180 dBSPL (una mesura de la desviació de la pressió produïda pel so mesurada en decibels; la sigla SPL significa Sound Pressió Level) a una distància de 160 quilòmetres (100 milles). Es diu que els mariners que hi havia en un rodal de 40 km de radi quedaren sords a causa de l'estrèpit. La cendra expulsada s'elevà fins a una altura d'uns 80 quilòmetres, fins a la mesosfera, per damunt de l'estratosfera. Les erupcions disminuïren ràpidament després d'aquell moment i ja al matí de l'endemà, 28 d'agost, la zona restà del tot tranquil·la.

#### Efectes
L'erupció de 1883 expulsà més de 25 km³. de roca, cendra, i pedra tosca, i provocà el so més intens, registrat històricament, sentit pels humans: l'explosió se sentí clarament tan lluny com a Perth, a Austràlia, i a l'illa Rodrigues a l'est de Maurici. Les ones de xoc acústiques van ressonar arreu del món.
Els efectes combinats de fluxos piroclàstics, cendres volcàniques i tsunamis tingueren resultats desastrosos a la regió. No hi hagué cap supervivent d'entre els 3.000 habitants de l'illa de Sebesi, aproximadament a 13 quilòmetres de Krakatau. Els fluxos piroclàstics que viatjaren sobre la superfície de l'aigua a 300 km/h mataren al voltant de 1.000 persones en Ketimbang, a la costa de Sumatra, a uns 40 km al nord de Krakatau. El nombre de morts oficial registrat per les autoritats holandeses fou de 36.417 i molts milers resultaren ferits per l'erupció, principalment en el tsunami que se'n seguí, molts assentaments foren assolats, incloent Teluk Betung i Ketimbang, a Sumatra, i Sirik i Semarang, a Java. L'erupció destruí dos terços de l'illa preexistent de Krakatau.
Les àrees de Banten de Java i el Lampong a Sumatra foren arrasades. Hi ha nombrosos informes documentats de grups d'esquelets humans trobats flotant a l'Oceà Índic sobre basses de pedra tosca volcànica que van arribar fins a la costa oriental d'Àfrica, fins i tot un any després de l'erupció. Algunes terres de Java mai foren repoblades, i tornaren a convertir-se en selva i ara constitueixen el Parc Nacional d'Ujung Kulon.
L'erupció i els seus efectes sobre la biodiversitat de l'illa proporcionaren informació abundant sobre la zoogeografia. Els éssers vius no trigaren a tornar a colonitzar Krakatau després de la catàstrofe. 50 anys més tard, ja s'havia reconstituït la selva tropical de l'illa i s'hi trobaren 271 espècies de plantes, 31 d'ocells, una gran varietat d'insectes i un grapat de rèptils.

#### Els tsunamis
Els vaixells en llocs tan distants com Sud-àfrica es mogueren per efecte dels tsunamis, i es van trobar cossos de víctimes flotant en l'oceà durant setmanes després de l'esdeveniment. El tsunami que va acompanyar l'erupció, va ser suposadament provocat per fluxos piroclàstics gegantins que van entrar al mar. Cadascuna de les quatre grans explosions va estar acompanyada per un flux piroclàstic massiu que és resultat de l'esfondrament gravitacional de la columna d'erupció. Noves teories afirmen que va ser conseqüència del col·lapse de la caldera magmàtica.
Tots aquests km  3  de material, en caure al mar, desplaçaren igual volum d'aigua. Alguns fluxos piroclàstics van arribar a la costa de Sumatra a una distància de fins a 40 quilòmetres (25 milles) de distància, pel que sembla després de desplaçar-se a través de l'aigua sobre un «coixí» de vapor sobreescalfat. Hi ha també indicis de fluxos piroclàstics submarins que van arribar a 15 km (10 milles) del volcà.
En un recent documental, un equip d'investigació alemany va realitzar proves de fluxos piroclàstics sobre l'aigua, que van revelar que la cendra calenta va viatjar sobre l'aigua en un núvol de vapor (400 °C), causant un fatal i devastador tsunami.
En acabar la tragèdia va quedar tota l'illa soterrada i destruïda sota el mar.

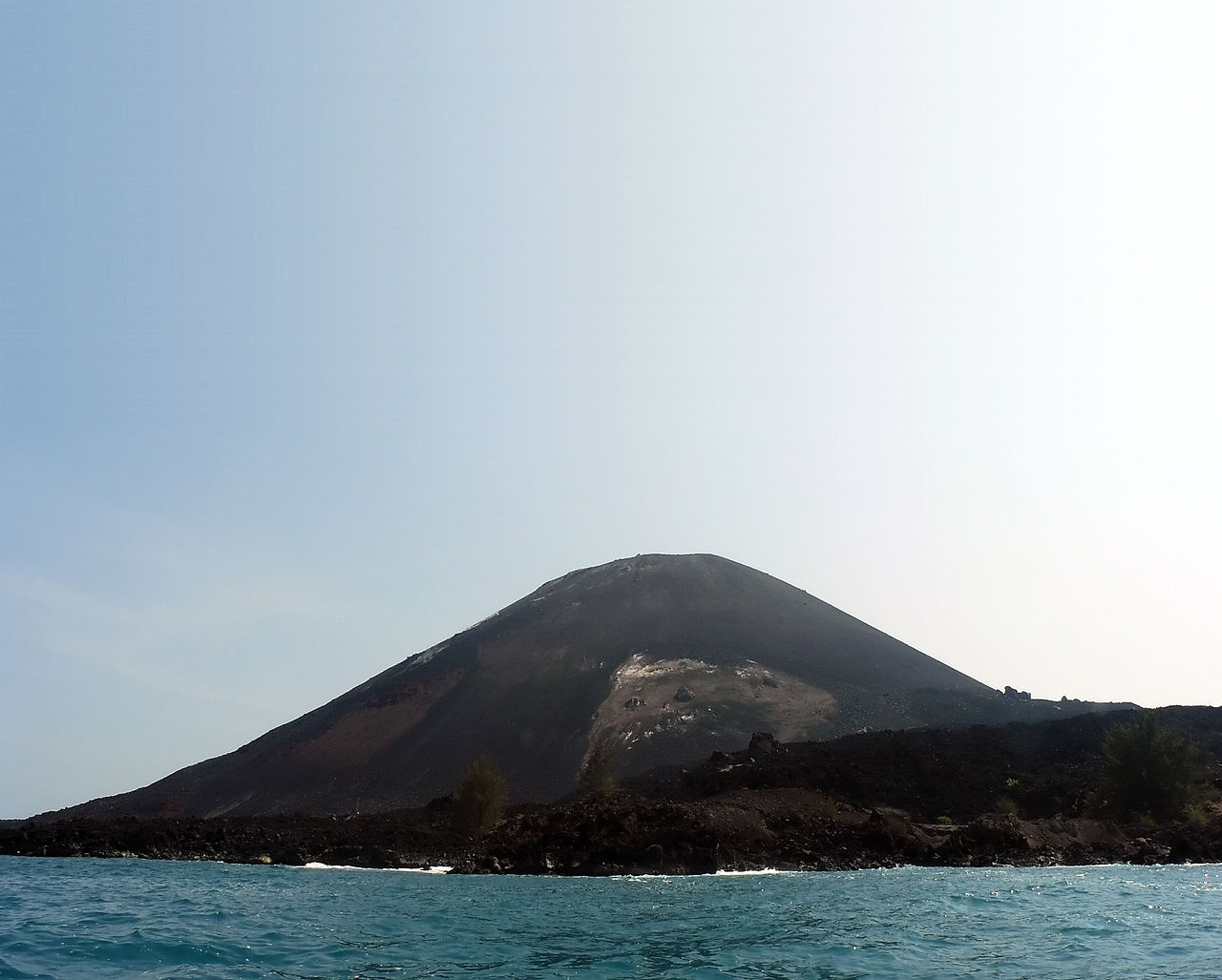
L'Anak Krakatau el 21 de setembre de 2007.

### El nen del Krakatau

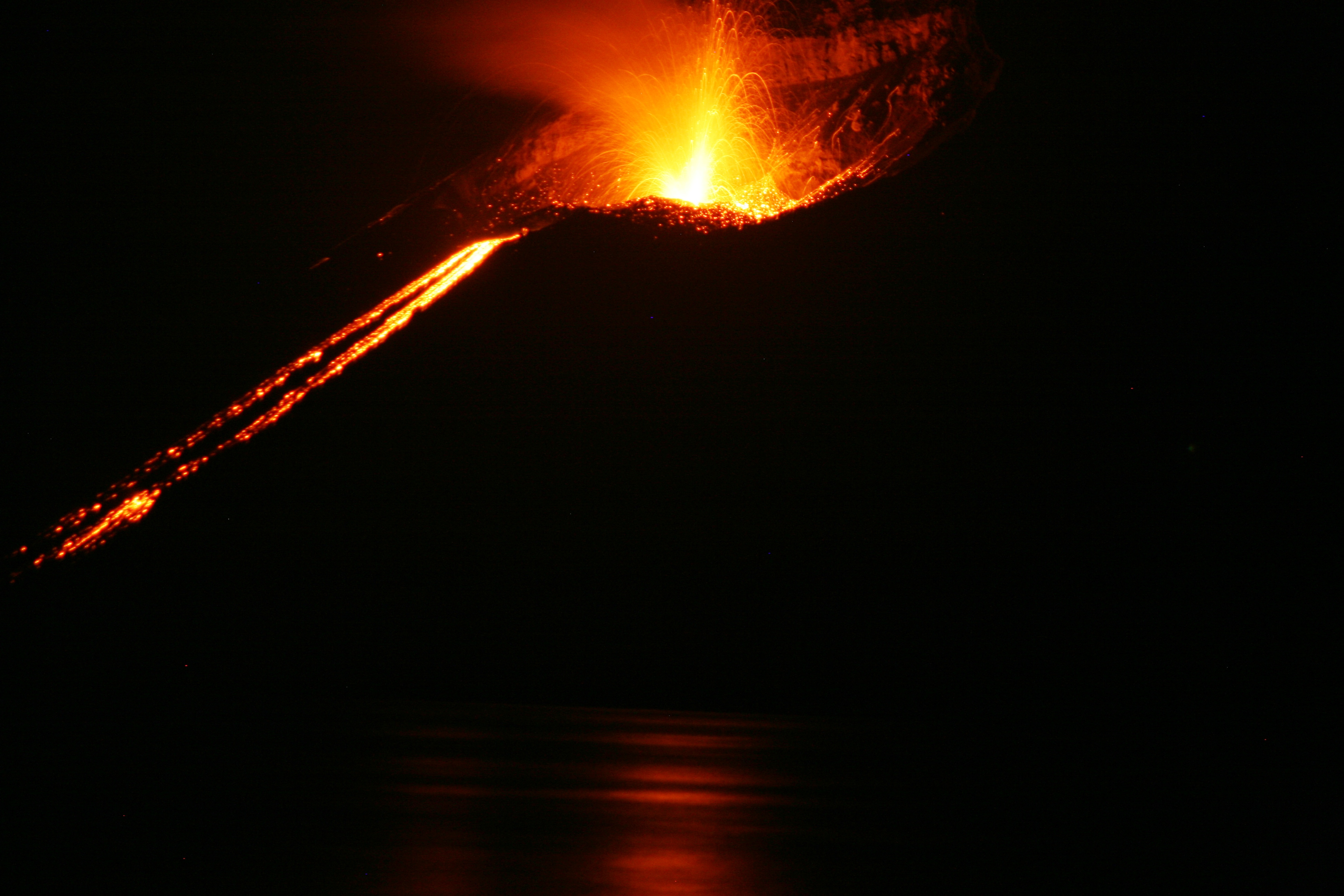
Erupció de l'Anak Krakatau del 2008

Verbeek, en el seu informe sobre l'erupció, prediu que qualsevol nova activitat es manifestarà entre la zona compresa entre els antics cons de Perbuatan i Danan. Aquesta predicció fou encertada, ja que el 1927 s'observaren signes d'erupcions submarines surtseyana, i la població fou ràpidament evacuada per por a la caiguda de blocs que eren propulsats a 1200 metres d'altitud. Dies més tard, una nova illa volcànica, Anak Krakatau (el « nen de Krakatoa »), emergí 9 metres per sobre de la superfície. Inicialment, les erupcions eren de pumicita i cendres. L'illa, així com els bancs que es crearen, foren ràpidament erosinats, tot i que la rapidesa i la quantitat de les emissions feu que finalment guanyés al mar i s'estabilitzés a l'agost de 1930.
Posteriorment es produïren prop de quaranta erupcions, la darrera segueix activa des del 27 d'octubre de 2007, i han fet créixer l'illa a un ritme de cinquanta centímetres mensuals. El primer con arribà als 67 metres d'altitud el 1933 i als 138 metres el 1950, amb diferents anades i vingudes del mar degut a l'erosió. Posteriorment, aparegué un segon con al fons del llac que s'hi formà dins el cràter, que correspon a una substitució gradual de les emissions de cendra per fluxos de lava que amb el temps omplen el llac i els fan més resistents als flancs de l'erosió del volcà. El 1960, el nou con arriba als 30 metres, i el 1977 ja té 181 metres. El 2006 tenia una alçada de 315 metres i de tres a quatre quilòmetres de diàmetre.
El 2008 el volcà alliberà gasos calents, roques i lava, es creà un perímetre de seguretat de 3,8 km al voltant de l'illa. Actualment l'Anak Krakatau té els accessos prohibits a civils en una franja de tres quilòmetres al voltant de l'illa.
El 6 de maig de 2009 s'elevà l'alerta d'erupció de l'Anak Krakatau a nivell taronja. El 2010 es produïren espectaculars erupcions fotografiades pels satèl·lits de la NASA. El juny de 2018 va començar una altra fase d'erupcions, algunes gravades en vídeo.
El 22 de desembre de 2018 va haver-hi una forta erupció que va provocar el tsunami de l'estret de la Sonda de 2018. Les informacions donaven un recompte provisional de 430 morts, 1.459 ferits i uns 150 desapareguts. Les primeres hipòtesis son que l'erupció va causar una esllavissada que va arribar fins al mar i van provocar el tsunami. Observacions per satèl·lit i des d'helicòpter van confirmar que tota la part sud-oest incloent el cim del volcà havia col·lapsat. Es va estimar que dos terceres parts de l'alçada i volum del volcà s'havien perdut en aquesta erupció, reduint-ne l'alçada a 110 metres.